# Hartnagel (Adelsgeschlecht)

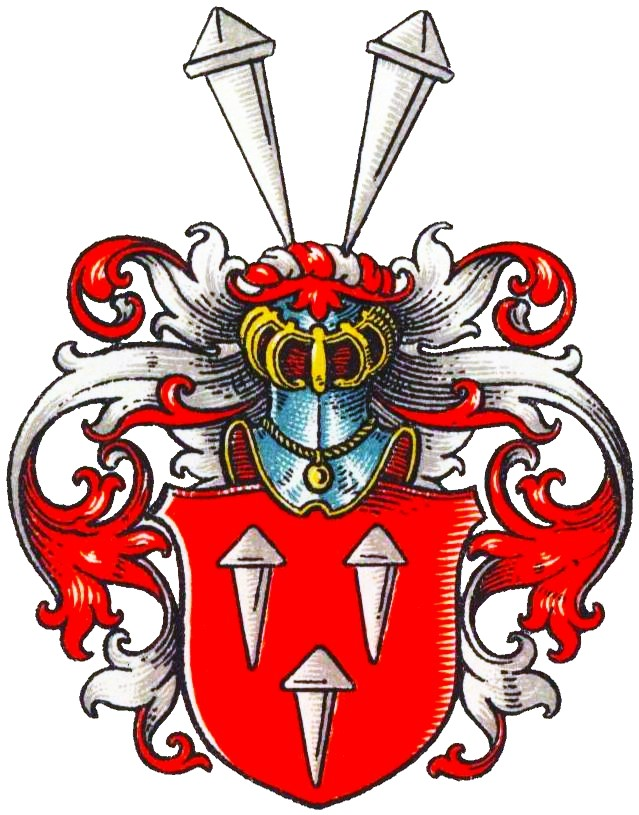
Wappen der Hartnagel im Wappenbuch des Westfälischen Adels

Hartnagel ist der Name eines westfälischen Adelsgeschlechts.

## Geschichte
Das Geschlecht entstammt der Stadt Unna.
Schon 1307 erscheint ein Godefrid Hartnagel, Bürger und Ratsherr zu Unna, als Bürge in einer Unnaer Urkunde für das Kloster Oelinghausen. 1340 verkaufte Dietrich Hartnagel Land im Umfeld Unnas. 1347 erscheint ein Theyme Hartnagel unter den Zeugen einer Unnaer Urkunde.
1372 gestatteten Herr Hermann Hartnagel und seine gezellen, prestere und kerchere zu Kamen der Beleke, Witwe des Aleves von Sibrechting die Wiederlöse einer den Kirchherrn und Küstern zu Kamen vermachten Erbrente aus ihrem Hause auf dem Kock jährlich für 6 Mark unter der Bedingung der Wiederanlegung bei Kirchherrn und Küstern zu Kamen. Nach dem Tod von Hermann von Hartnagel stiftete der Testamentsvollstrecker zum Seelenheil desselben und seiner Vorfahren einen Altar in der Kirche von Unna. Erzbischof Friedrich von Köln genehmigte die Stiftung 1381. Die Stiftung der Brüder von Heeren aus dem Jahr 1363 wurde 1381 aus dem Nachlass des Hermann von Hartnagel vermehrt.
1375 ersuchten Bürgermeister und Rat der Stadt Unna, die in Lübeck befindlichen Güter des im Orient verstorbenen Hinze Berenpot an Diederich Hartnagel, den Bevollmächtigten der Erben des Verstorbenen, aushändigen zu lassen. Johann Hartnagel genannt Sumynck, Bürger zu Unna, verpflichtete sich 1376 zusammen mit anderen die von Heinrich Egenbold an zwei Klosterjungfrauen zu Fröndenberg und nach deren Tode dem Kloster selbst zu seiner Memorie vermachten 18 Schillinge jährlichen Rente aus Heyneken des Kleinen Hause zu Werl verabfolgen zu lassen.
1379 verkaufte Werenbold Hartnagel der Äbtissin des Stifts Fröndenberg, Gesa von dem Rodenberge, und dem Konvent Land in der Feldmark von Lünern über Molenhusen gelegen. Wenige Monate zuvor, im April 1379, hatte dieselbe Äbtissin und ihre Schwester Blideke, Konventualin, bereits Land aus derselben Feldmark von Theyme Hartnagel gekauft.
1397 war Friedrich Hartnagel Rektor des von seinem Vorfahr gestifteten Altars.
Um 1400 und 1404 tritt ein Nydungh bzw. Nyding Hartnagel in einer Unnaer Urkunden auf.
Ein Johann Hartnagel erscheint 1410 unter gekorenen Gerichtsleuten.
Dietrich Hartnagel bekundete 1414, dass er zur Memorie für seinen verstorbenen Bruder Friedrich Hartnagel 8 Mark empfangen habe, verzinsbar mit 8 Schilling aus Land in der Unnaer Feldmark. Im selben Jahr verlieh Johann Hartnagel zu seinem und seiner Gattin Drude Seelengedächnis 1 Mark Rente aus zwei Häusern an den Marien- und Andreasaltar in der Pfarrkirche zu Unna. Unter den Zeugen befindet sich u. a. auch Dietrich Hartnagel, Bürger zu Unna.
Themme (auch: Teyme) Hartnagel kaufte 1407 als Vikar und Rektor des Marienaltars zu Unna, zwei Güter zu Belmarke. 1418 war derselbe Priester in Unna.

## Wappen
Blasonierung: In Rot drei (2:1) silberne Hufnägel. Auf dem rot-silbern bewulsteten Helm mit rot-silbernen Helmdecken zwei nach außen geneigte silberne Hufnägel.